# Galeola
Galeola – rodzaj roślin jednoliściennych z rodziny storczykowatych (Orchidaceae). Obejmuje 5–10 gatunków spotykanych na obszarze od Madagaskaru po Japonię i Nową Gwineę, z centrum występowania w tropikalnej Azji. Wszystkie należące tu rośliny są myko-heterotrofami.

## Morfologia

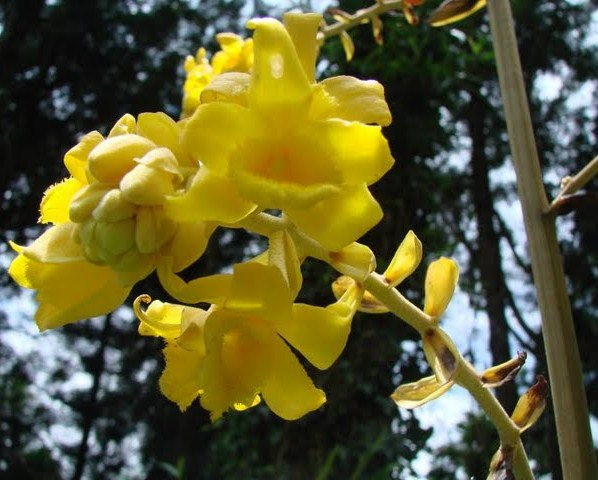
Kwiaty G. lindleyana

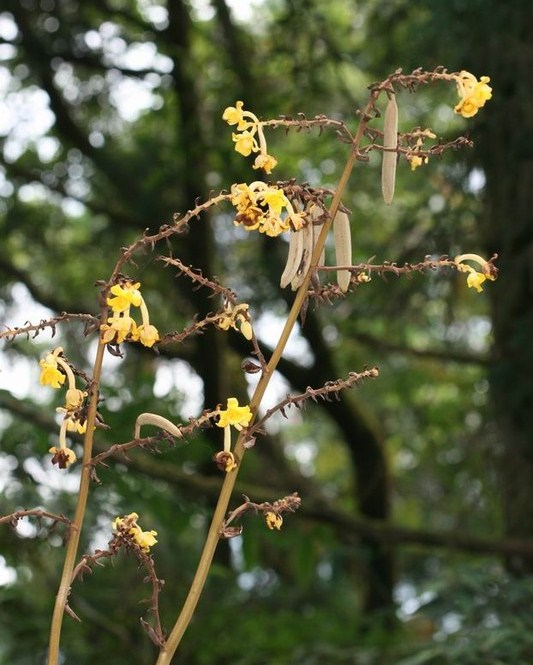
Kwiaty i owoce G. falconeri

ŁodygaWyprostowana lub pnąca, często z okazałymi, bulwiasto zgrubiałymi kłączami. Łodyga barwy żółtobrązowej lub czerwonawobrązowej, zwykle gruba, nieco mięsista, z łuskami w węzłach.
KwiatyBardzo liczne zebrane są w gęste kwiatostany szczytowe lub boczne typu wiecha lub grono. Oś kwiatostanu i szypułki owłosione, kwiaty wsparte trwałymi przysadkami, nieco mięsiste, barwy żółtej, często czerwonobrązowo nabiegłe. Zewnętrzne listki okwiatu wolne, od zewnątrz często owłosione. Płatki okółka wewnętrznego nieco krótsze od zewnętrznych, nagie. Warżka zwykle niepodzielona i wklęsła, czasem kubeczkowato lub woreczkowato rozszerzona i obejmująca prętosłup. Ten zwykle krótki i gruby jest wykrzywiony i rozszerzony na wierzchołku. Pylnik przy szczycie prętosłupa, z dwoma pyłkowinami, grudkowato-mączystymi. Znamię wyraźnie wklęsłe, okazałe.
OwoceTorebka podłużna, sucha i pękająca. Nasiona z wyraźnym skrzydełkiem.

## Systematyka
Pozycja systematyczna według Angiosperm Phylogeny Website (aktualizowany system APG III z 2009)
Rodzaj należy do plemienia Vanilleae w podrodzinie Vanilloideae Szlachetko, stanowiącej jeden ze starszych kladów w obrębie rodziny storczykowatych (Orchidaceae).
Wykaz gatunków
- Galeola cathcartii Hook.f.
- Galeola faberi Rolfe
- Galeola humblotii Rchb.f.
- Galeola keo Schuit. & M.Forbes
- Galeola nudifolia Lour.